# Потапова, Людмила Борисовна
Людми́ла Бори́совна Пота́пова — советская и российская актриса театра и кино, ведущая концертов и церемоний, певица, продюсер, режиссёр, член Союза кинематографистов, Член Гильдии актёров кино России, Президент компании «МОД Стар Продакшн».

## Биография
Людмила Потапова родилась 24 июля 1965 года в городе Ташауз. В 1982 году поступила в Саратовское театральное училище им. И.А. Слонова (мастерская В. А. Ермаковой). Будучи студенткой первого курса, была приглашена в Саратовский академический театр драмы имени И. А. Слонова для исполнения ведущих ролей в спектаклях режиссёра Александра Дзекуна. С 1986 по 1988 год служила в Томском драматическом театре.
В 1987 году сыграла первую роль в фильме Э. Кеосаяна «Вознесение». В 1989 году была приглашена на главную роль в фильм Владимира Мотыля «Расстанемся, пока хорошие». В 1991 году снимается в главной роли в фильме «Туннель» Магди Умеда.
В 1992 году у Людмилы родился сын Богдан.
С 1992 года начались съёмки в фильме Геннадия Полоки «Возвращение „Броненосца“», в котором Людмила сыграла одну из главных ролей — Клавдию.
С 1993 по 1996 год вела театральную студию в одной из подмосковных гимназий. Поставила спектакль по книге Анны Краснопёрко «Письма моей памяти», который стал лауреатом по Москве и Московской области в конкурсе Ролана Быкова.

## Признание и награды
Людмила Потапова является обладательницей приза «Надежда» кинопремии «Золотой овен» (1996 год), приза Дома Ханжонкова «И божество, и вдохновение», премии имени Веры Холодной, приза зрительских симпатий Берлинского кинофестиваля, приза «За лучшую женскую роль» Ялтинского кинофестиваля (1997 год).

## Творчество

### Роли в театре
- Алька — «Пелагея и Алька», реж. А. Дзекун
- Крысчед — «Полёт над гнездом кукушки», реж. В. Ермакова
- Лидочка — «Свадьба Кречинского», реж. М. Борисов
- Мадлен — «Трудные родители», реж. И. Пекер
- Мадам де Турвель — «Опасные связи», реж. А. Дзекун
- Миранда — «Коллекционер», реж. С. Виноградов

### Роли в кино
1. 1988 — Вознесение — Евдокия
2. 1991 — Расстанемся, пока хорошие — Ленала
3. 1992 — Джосус (Лазутчик)
4. 1996 — Возвращение «Броненосца» — Клавдия Никитична Егорычева
5. 1996 — Несут меня кони… — Агнешка Вагнер
6. 1997 — Ботанический сад — Настя
7. 2000 — Агент в мини-юбке
8. 2000 — День Святого Валентина — Люда
9. 2001 — Нина. Расплата за любовь — соседка
10. 2002 — Дружная семейка — подруга детства Саши